# Teresa Pizarro de Angulo
Teresa Pizarro de Angulo (Cartagena, 15 de octubre de 1913-Ibidem, 28 de abril de 2000) fue una empresaria colombiana, reconocida por su asociación con el Concurso Nacional de Belleza.

## Biografía

### Primeros años
Hija de Edmundo Pizarro y Constancia Pareja. Sus padres murieron cuando ella era todavía una niña, por lo que debió mudarse con sus abuelos. Tenía cuatro hermanas.
Comenzó a desempeñarse como agricultora en su juventud para dar apoyo económico a su familia. Finalmente fue la primera mujer propietaria de una granja en Cartagena. Más tarde fue miembro del Club de Leones de Cartagena, lo que le ayudó a ganar popularidad entre los residentes de la ciudad.

### Carrera
Inició su trayectoria profesional como agente inmobiliario, fue la primera mujer en Cartagena de Indias en ejercer dicha profesión. En 1957 fue elegida vicepresidenta de la Junta Nacional de Belleza, organismo que supervisa el Concurso Nacional de Belleza. Aunque no fue nombrada presidenta de la junta hasta 1977.  Fue nombrada presidenta de Señorita Colombia durante los años 1950. Durante su cargo estableció fondos benéficos que ayudaron a organizaciones infantiles y de ancianos, además de convertir el concurso de trajes de baño en un evento caritativo, destinando el recibido a las mencionadas organizaciones.
Pizarro de Angulo adquirió una casa en Cartagena y la convirtió en el edificio sede del certamen. En 1996 fue nombrada Presidenta Emérito de la Junta Nacional de Belleza. Sin embargo, cedió el cargo a su hijo, Raimundo Angulo, porque tenía problemas de salud. Mantuvo una vida social activa, asistiendo a múltiples eventos y haciendo apariciones públicas, pero su salud siguió deteriorándose después de que se retiró de la junta.
Colaboró con diferentes organizaciones benéficas impulsando proyectos de mejoras en los servicios de su comunidad como la Clínica de Ojos del Club de Leones, la construcción del Barrio de Las Reinas y participó en organismos como la Fundación Las Merecedes (Bogotá), financiados con los fondos recaudados en los Certámenes Nacionales de Belleza.
Desarrolló fibrosis pulmonar, circunstancia por la que falleció el 28 de abril del año 2000 a los 86 años de edad.

## Premios y reconocimientos
- Orden al Mérito, concedida por el Gobierno Nacional de Cartagena de Indias.[2]
- Orden Rafael Núñez, concedida por el departamento de Bolívar.[2]
- Medalla al Mérito Naval, Almirante Padilla, categoría de oficial, concedida por la Armada de la República deColombia.[2]